# Lexias satrapes
Lexias satrapes is een vlinder uit de onderfamilie Limenitidinae van de familie Nymphalidae. De wetenschappelijke naam van de soort is voor het eerst geldig gepubliceerd in 1861 door Felder.

## Ondersoorten
- Lexias satrapes satrapes
- Lexias satrapes amlana (Jumalon, 1970)
- Lexias satrapes ormocana (Jumalon, 1970)
- Lexias satrapes ornata (Schröder & Treadaway, 1979)
- Lexias satrapes trapesa (Semper, 1888)